# Melatino

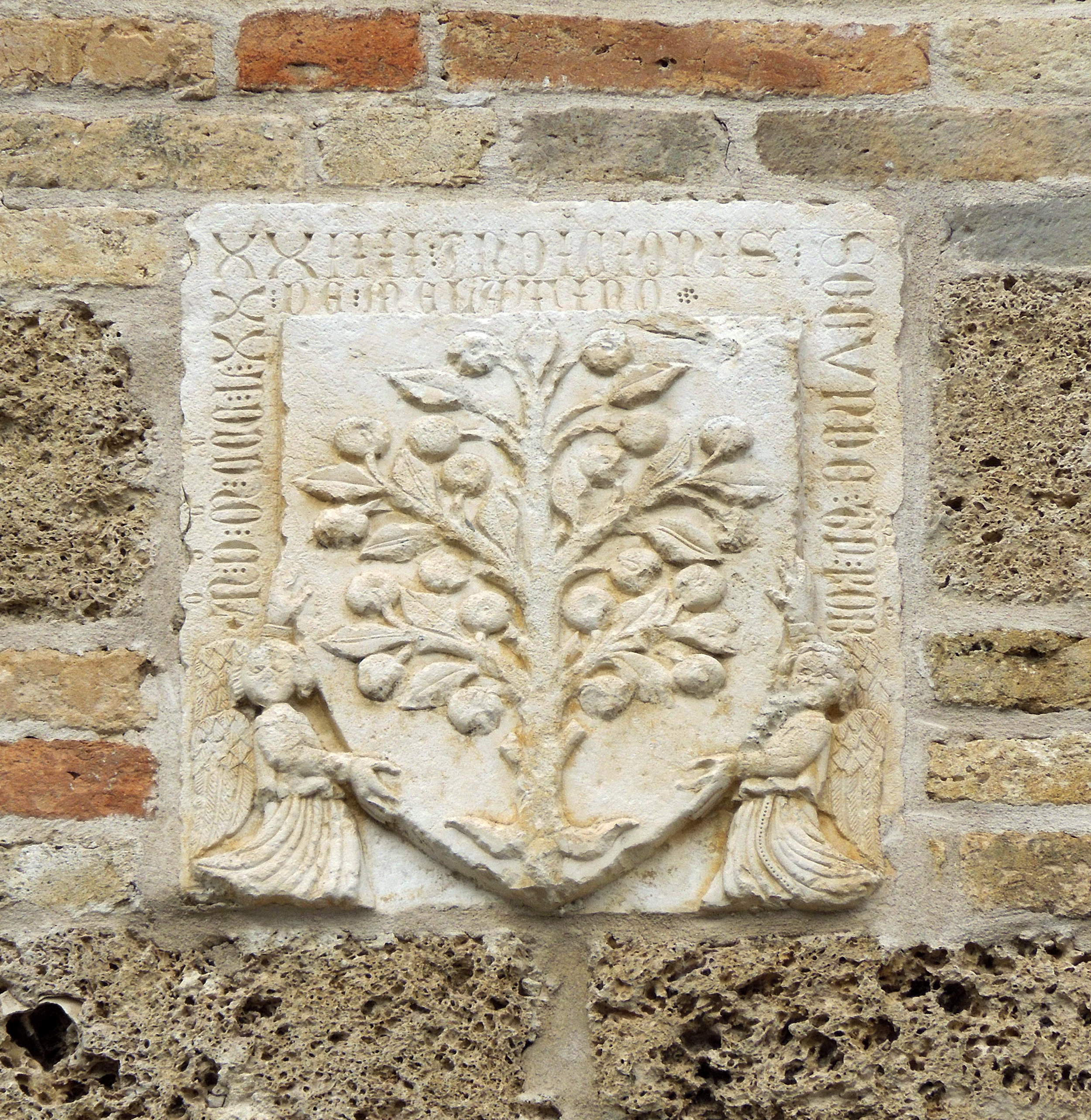
Stemma della Famiglia dei Melatino murato sulla Torre del Melatino, a Nocella di Campli.

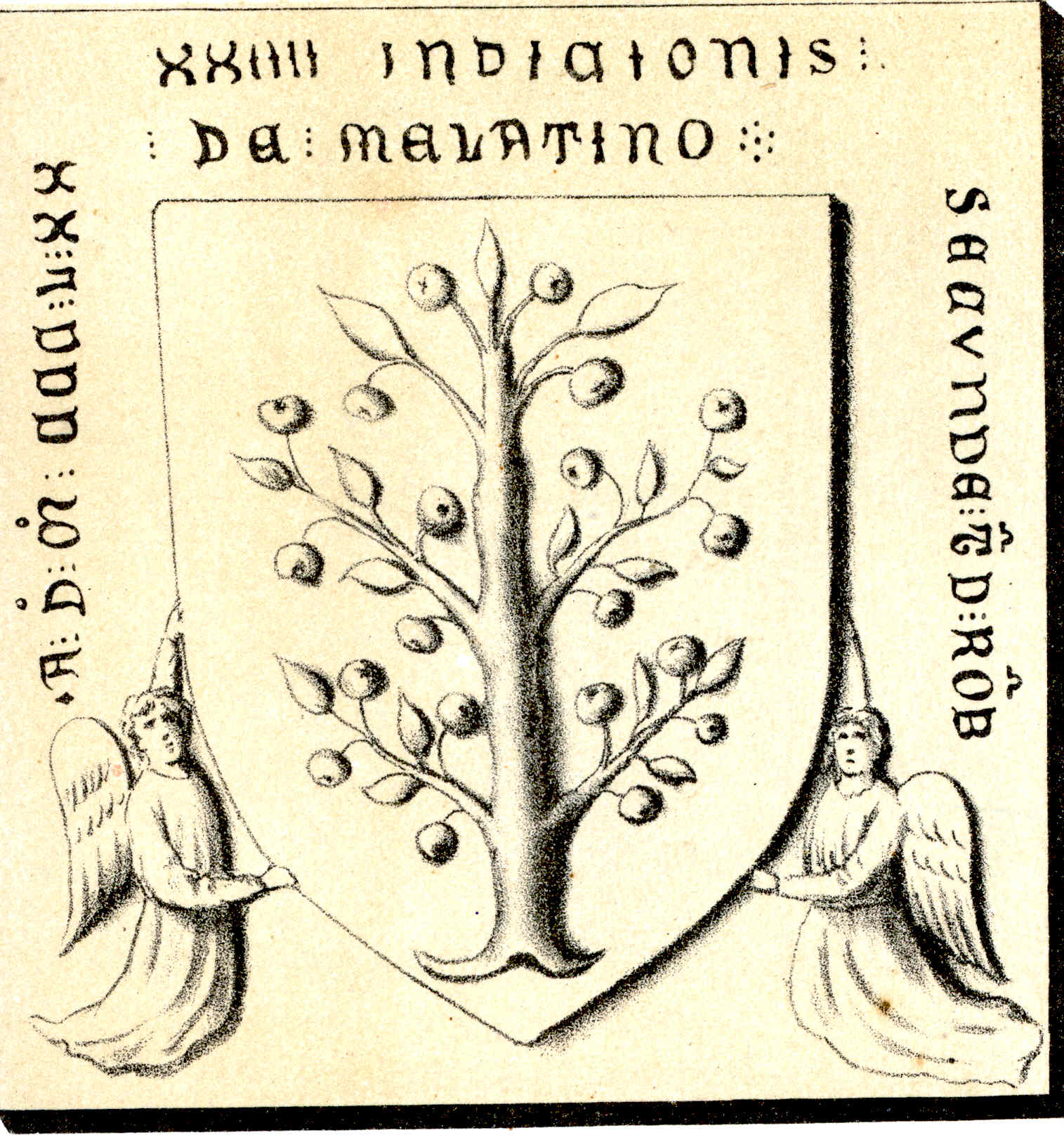
Copia ottocentesca dello stemma melatiniano in pietra esistente nella torre della Nocella di Campli, in provincia di Teramo

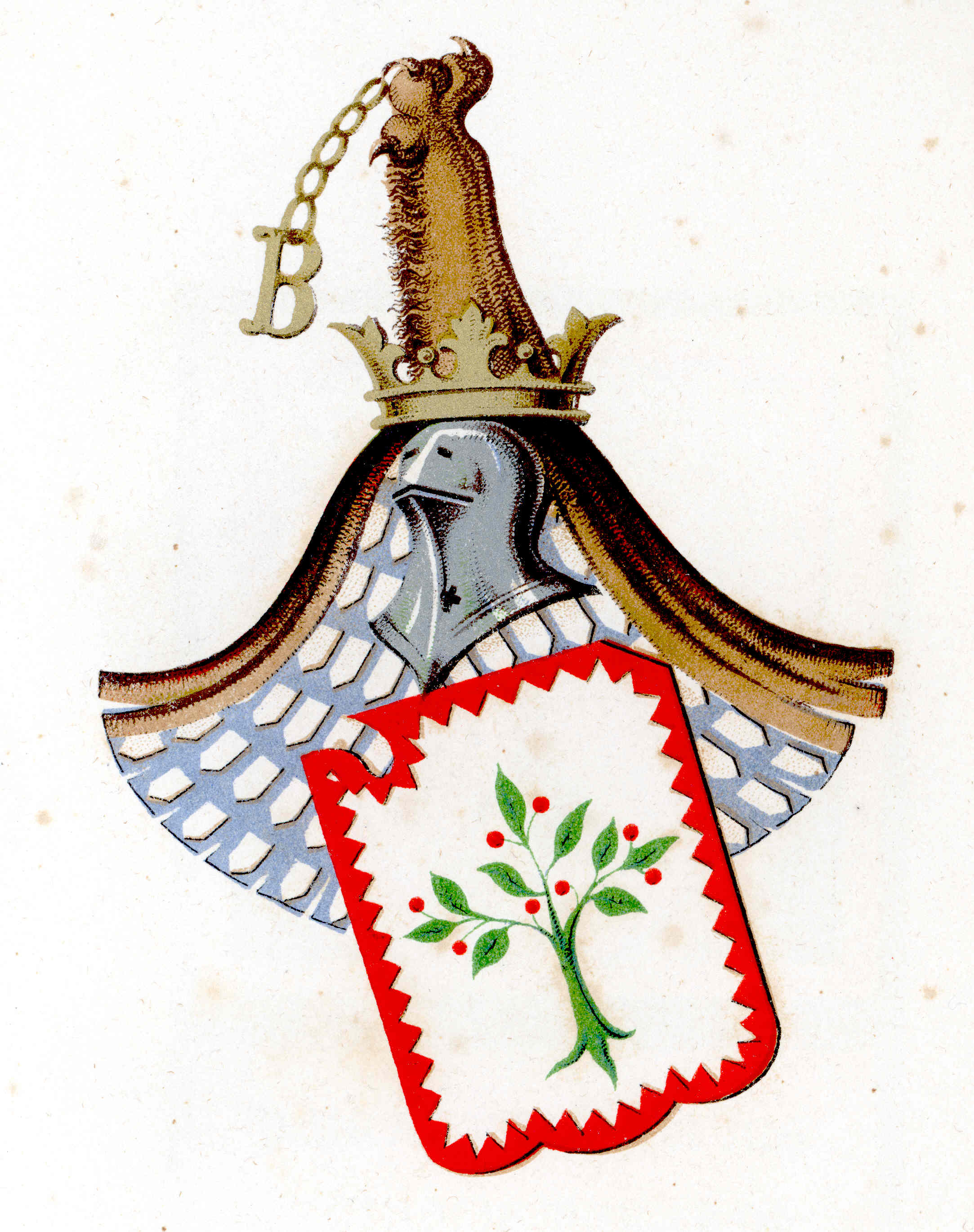
Copia ottocentesca dello stemma di Berardo di Melatino, podestà e capitano del popolo di Firenze nell'anno 1347.

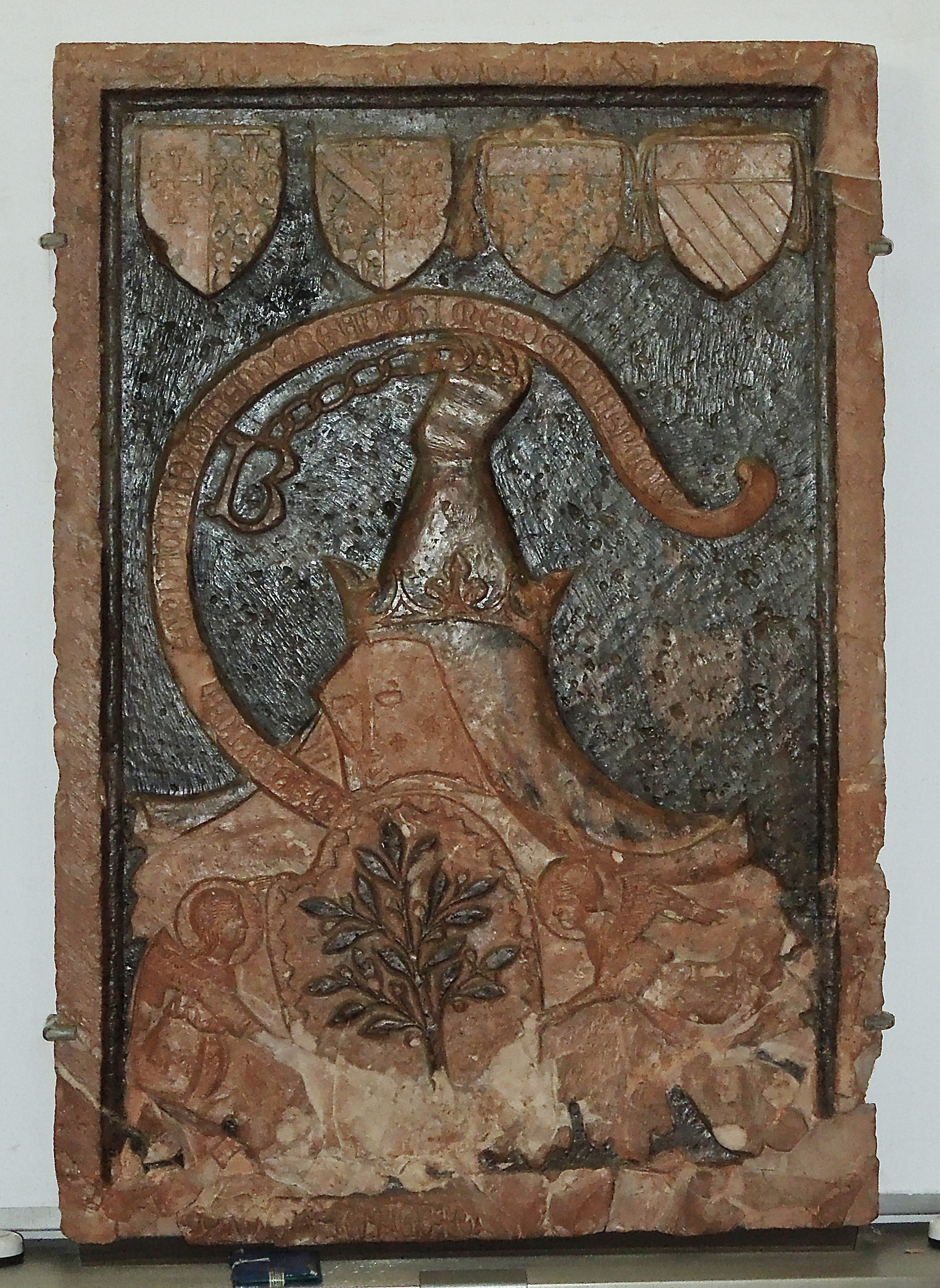
Stemma litico della Famiglia Melatino di Teramo, datato 1372, conservato presso Casa D'Egidio

La famiglia Melatino è una famiglia nobile di origine longobarda la quale prende il nome dal castello di Melatino presso Teramo residenza di questa famiglia dal XIII secolo.
Ebbe gran ruolo nei momenti più significativi della storia di Teramo. Si estinse, in quanto gli ultimi esponenti della famiglia furono delle donne andate in moglie ai Berarducci di Teramo.
Lo stemma della famiglia era caratterizzato da un albero di melo.

## Membri della famiglia
- Maccabeo Melatino, feudatario;
- Matteo Melatino, discendente di Maccabeo e cavaliere al seguito di Federico II di Svevia;
- Guglielmo Melatino, governatore di Anagni;
- Berardo Melatino, podestà di Firenze; da costui discende(alb. gen. redatto dal Saladini di Ascoli):
- a) Antonio da cui: b) Giacomo de Colonnella-1443 c) Francesco-1464 d) Ercole,1491 che da Sigismonda Sgariglia di Ascoli nasce: e) Diasilla o Silla 1518 che sposa il nobile Mario di Diofebo Novi di Ascoli Piceno, da cui: f) Diofebo Novi 1548 sp. Olimpia di Gian Vincenzo Malaspina di Ascoli, g) Maurizio Novi sp. Aurelia di Manne Rosati di Montalto da cui h) Giuseppe Novi.1596 che da Arpalice Antonini di Ascoli ha: i) Diofebo -1649 da cui: l) Domenico Novi 1684 sp. Anna dei conti Sgariglia di Ascoli da cui: m)Francesco Novi che da Anna Diomira Bastoni di Ascoli ha, n)Anna Maria 1727 sposata al conte Fabio Mucciarelli di Ascoli da cui :o) Rodrigo Mucciarelli 1756 che da Maria Tiraboschi, nobile di Jesi e Senigallia, nasce p) Diomira Mucciarelli sp. al marchese e barone Orazio Delfico (vedi Delfico e poi De Filippis Delfico) da cui le attuali famiglie De Filippis Delfico e Rosati di Monteprandone De Filippis Delfico.
- Enrico Melatino, capitano di Campli e ideatore della lotta contro Antonello De Valle, alleandosi con la famiglia Acquaviva per far uccidere il De Valle, ma, Andrea Acquaviva, divenuto duca di Atri fu ucciso da Enrico. Per vendetta Enrico fu trucidato dagli altri membri della famiglia Acquaviva.
- Mariano Melatino, balivo e giudice regionale.

## Storia
Lo storico teramano Niccola Palma fa comparire i Melatino nel XIII secolo, quali signori di Campli e di un castello da cui ebbero le origini, oggi distrutto, chiamato appunto "Melatino". Nel corso del Trecento, quando Teramo era divenuta potente, iniziando a comperare vari feudi attorno ad essa per estendere i commerci e i feudi, ci furono liti di confine con Campli.

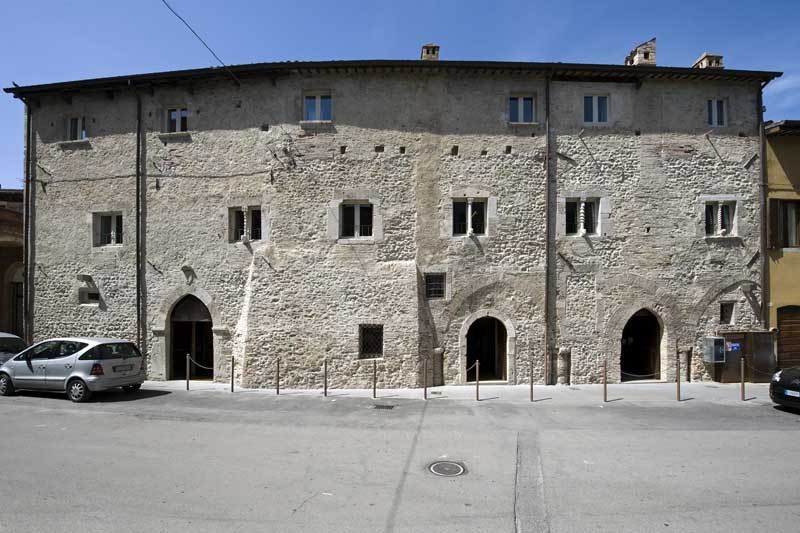
Casa Melatino a Teramo, corso Cerulli

Nuove liti con la città di Campli sorsero per il possesso del feudo Melatino; questa volta la campana grande della Cattedrale di San Berardo chiamò alle armi i cittadini, che si misero a saccheggiare le campagne camplesi, costoro di rimando chiesero la protezione di Giovanna, la quale promosse una transazione. Questa non riuscì a conciliare le parti, benché Giovanna richiedesse la pace immediata tra le due città, e che Teramo rinunciasse al feudo di Melatino, e ai colli di Santa Vittoria. La pace fu siglata dai due sindaci nella chiesa di Sant'Angelo in Castrogna.
I Melatino si trasferirono dentro la città, nel 1372 un tal Roberto Melatino fece costruire la sua casa presso la chiesa di San Luca, si tratta della famosa Casa dei Melatino, uno degli edifici gotici meglio conservati oggi a Teramo.

### La prima guerra con gli Antonelliani

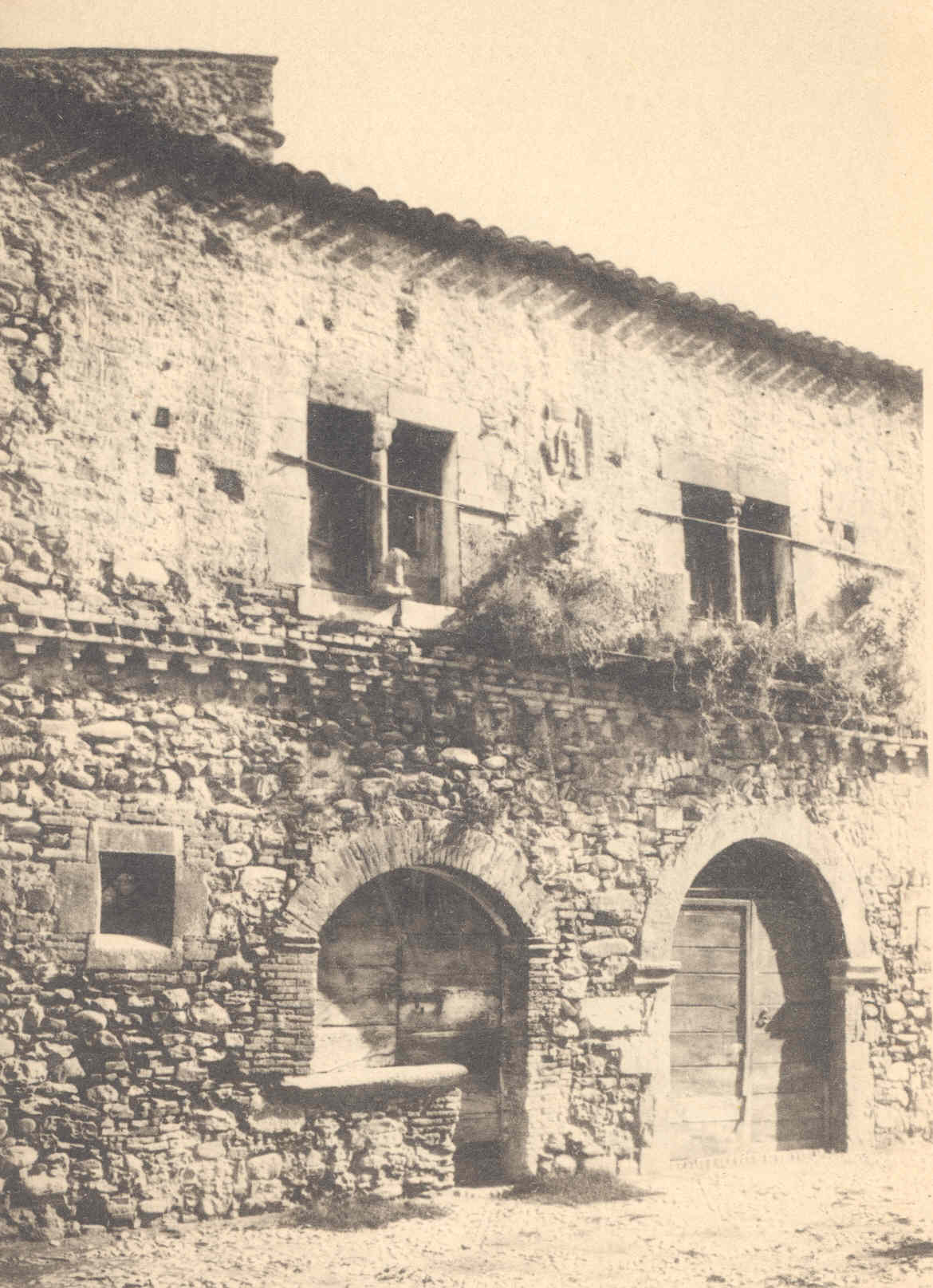
Antica casa Melatino-Antonelli a Teramo, oggi distrutta, stava sul corso di Porto Romana, aveva incisa la "lapide delle Malelingue", poi trasferita del Municipio

Quando nella prima metà del Trecento ci furono problemi di successione al sovrano Roberto d'Angiò di Napoli, tra Giovanna I d'Angiò e i Durazzeschi d'Ungheria, ben presto i baroni e i signori del Regno si contrapposero in due schieramenti: gli angioini e i durazziani. La lotta civile scoppiò anche a Teramo, capeggiata da Errico di Roberto Melatino e Antonello di Giovanni Della Valle, fratello del vescovo. Il secondo, seguendo il Muzii scacciò nel 1388 il Melatino con la famiglia. Nell'anno 1388 a Campli era capitano Andrillo Mormile, vice-reggente d'Abruzzo a causa della giovane età di Ladislao, che alloggiava nella casa detta "di Santa Margherita". A causa di un incidente la casa prese fuoco, e venne saccheggiata dai cittadini, facendo fuggire Andrillo, che si appellò a Margherita; a causa di questo incidente, le complicazione per Campli si ingrandirono quando il suo feudo Civitella del Tronto fece lega con Ascoli, arrogandosi il diritto di cittadinanza.
Entrato in maggiore età Ladislao, e riconosciuto sovrano di Napoli, Errico Melatino esule offrì i suoi servigi ad Antonio Acquaviva, nella speranza di potersi vendicare contro Antonello, cedendogli inoltre il governo dell'Università di Teramo. Sempre dai Dialoghi di Muzii (III), si apprende che il Conte Acquaviva in compagnia di Errico, il 22 novembre 1390 marciò su Teramo, trovando le porte aperte, senza che nessuno opponesse resistenza, poiché le guardia erano state corrotte.
Antonello accolse Antonio nella sua casa patrizia, ma a tradimento venne ucciso a pugnalate. Morto, il suo corpo fu gettato dalla finestra in mezzo alla strada, svestito, sicché un cittadino che aveva subito angherie da lui in passato, riconoscendolo, gli troncò la testa, la innalzò su di una picca, e la portò per le strade della città. Il cadavere infine fu gettato in un fosso sotto Santo Spirito. Il palazzo Della Valle fu distrutto, e vi venne creato un macello di legno dove,m per dileggio, almeno fino all'epoca del Muzii (metà '500), i macellai in ricordo della mattanza del tiranno, ingaggiarono combattimenti con le interiora degli animali.
Il 6 maggio 1393 Antonio Acquaviva decise di piantare definitivamente le radici, comprando dal Gran Connestabile Conte Alberico Di Balbiano le città di Teramo e Atri per 35.000 ducati. Vengono ridefiniti i confini di Teramo, ossia con le università di Campli, Bellante, Castelvecchio, Mosciano, Forcella, Basciano, Terra Morricana, Fornarolo. Antonio Acquaviva, grato del servigio di Errico Melatino, lo fece Capitano di Campli; nel 1395 Andrea Matteo Acquaviva, figlio di Antonio, tentò come il padre di cogliere la palla al balzo di una controversia di guelfi e ghibellini ad Ascoli, per poterla prendere con un colpo di mano. Nel frattempo dopo la morte violenta di Antonello Della Valle, il vescovo di Teramo suo fratello morì di crepacuore il 22 febbraio 1396 e gli succedette Corrado Melatino, che fu insieme a Errico in ottimi rapporti con l'Acquaviva, e con il papa Bonifacio. Alla morte del pontefice, salì al soglio papa Innocenzo VII di Sulmona, che prese in considerazione la causa di Ascoli, infeudandola al Duca di Atri, per tentar di salvare delle città del centro Italia, minacciate da Ladislao di Durazzo. L'Acquaviva ottenne da Ladislao vari riconoscimenti, e nell'assedio di Taranto contro Maria vedova di Raimondo Orsini, comandò personalmente l'esercito, ma rimase ferito. Tornando a Teramo, fu ucciso il 17 febbraio dai confederati Melatini. Il racconto di Brunetti racconta di un tal Roberto Melatino, che aveva i figli Errico, Cola e Gentile. La morte del Duca d'Atri sarebbe stata segnata dal fatto che costui, andando a caccia con i giovani, mise in groppa al suo cavallo la moglie di uno dei tre fratelli, suscitando l'ira del marito, e dando inizio al piano di morte. Dopo che il duca, tra giusti timori, venne ucciso sul letto, sua moglie Vittoria che era gravida, fu uccisa anche lei, insieme a un testimone, nei pressi di Morro.

### La seconda guerra tra Melatini e Antonelliani
Mentre re Ladislao di Durazzo trasmetteva la reggenza di Napoli alla sorella Giovanna d'Angiò, a Teramo veniva nominato vescovo Stefano di Carrara (1411), riconosciuto nel 1418 anche da papa Martino V. Alla morte di Ladislao, gli esuli teramani rientrarono a frotte nella città, pronti di nuovo a darsi battaglia, che iniziarono immediatamente. Sulle prime erano in vantaggio gli "Antonelli" dei Della Valle, ricacciando nel 1415 dalla città i Melatino. L'università di Campli s'ingraziò Giovanna II con il marito Giacomo di Borbone, ottenendo diversi privilegi. Anche gli Acquaviva parteciparono alla spartizione dei feudi durante il periodo torbido di transizione del potere da Ladislao a Giovanna: Pietro Bonifacio Acquaviva lasciò le cure del figlio Antonio Matteo al fratello Giosia, che sarà il quarto duca di Atri.
Intanto Giacomo di Borbone per riportare l'equilibrio nella piana del Vomano-Tordino, spedì il luogotenente Londino, che strinse accordi coi Melatino per riconquistare Teramo. La vendetta dei Melatino fu tremenda contro gli Antonelli, vennero distrutte le case, bruciate le terre, uccisi i famigliari, catturati altri tradotti nella Civitella; rimase prigioniero anche un tal Marino di Bellante, che riuscendo a farsi liberare, comunicò a Giovanna II il deplorevole stato in cui versava Teramo, nell'anarchia totale, con molte case bruciate e distrutte. Giovanna concesse il perdono dei delitti commessi, con l'eccezione di quelli dei figli di Errico Melatino; la cittadinanza inoltre si sarebbe impegnata a pagare delle tasse per riparare i danni.

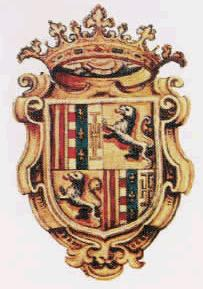
Stemma del casato Acquaviva di Atri

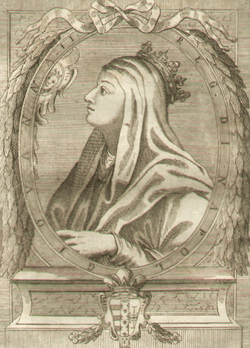
Giovanna II di Napoli

Tuttavia nuovi dissapori scoppiarono in città, non appena nel 1419 i rapporti tra Giovanna e papa Martino s'incrinarono incontrovertibilmente. Gli Antonelliani Colantonio Lelio e Giovanni Fazii scannarono la notte del 6 gennaio 1420 i membri dei Melatino nelle loro case; quelli che riuscirono a salvarsi nella congiura, non trovarono scampo nelle case di altre persone, che li scacciarono o li perseguirono, memori della "guerra civile" del 1416. Il clima politico era così teso che le colonie di mercanti provenienti da fuori l'Abruzzo, come il gruppo dei fiorentini, preferirono tornare a casa, facendo precipitare l'economia locale in una fase di stagnazione. 

### Terza guerra dei Melatini

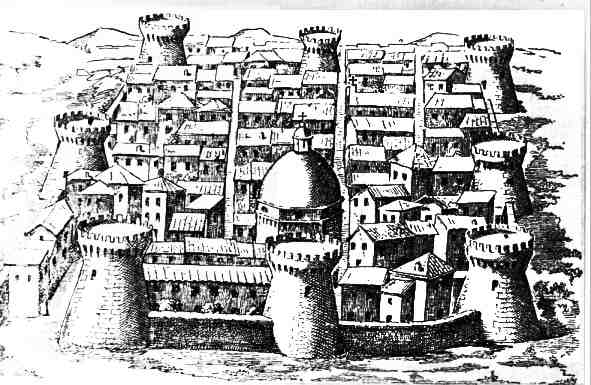
Disegno rinascimentale di Giulia Nova, la città ideale rinascimentale abruzzese, progettata da Giulio Antonio I Acquaviva

Alla morte di Alfonso I di Napoli nel 1458, si riaccese in Giosia Acquaviva la bramosia di riprendersi Teramo con l'aiuto dei Mazzaclocchi. 
Lo storico Muzio Muzii precisa che in quest'epoca i Melatini proprio a causa delle gravi perdite dei membri subite nelle varie guerriglie urbane, erano state definiti spregiativamente "spennati", mentre gli Antonelliani per le grosse mazze che usavano in questi assalti, presero il soprannome di "mazzaclocchi".
Sulla strada per Penne, Giosia fece trucidare il luogotenente alfonsino Raniero, mentre a Teramo venivano eletti 12 magistrati affinché continuassero ad amministrare la regia demanialità e i privilegi concessi da Alfonso. Tre deputati successivamente furono inviati dal nuove re Ferrante I d'Aragona, che confermò i privilegi. Al giuramenti di tutti i principi e baroni del Regno, si astenne Giovanni Antonio Orsini Principe di Taranto, che si alleò con Giosia Acquaviva, facendo sposare sua figlia con il duca Giuliantonio Acquaviva, con dote delle città di Conversano, Barletta, Bitonto. Nacque così una querela tra il sovrano e l'Orsini, aizzato dall'Acquaviva, che voleva a tutti i costi riprendere il dominio su Teramo. E naturalmente da ciò, scaturirono di nuovo i tumulti tra gli ex Melatino e gli Antonelli (Spennati e Mazzaclocchi).
I teramani di partito angioini si fortificarono nella rocca di Fornarolo insieme agli Acquaviva. La rocca subì un assedio prontamente respinto, sicché rimpatriati in città alcuni dei Mazzaclocchi, costoro elessero come ambasciatore Marco di Cappella, il quale si recò dal Principe di Taranto, e ricordandogli le promesse fatte agli Acquaviva, pretese che la città di Teramo fosse concessa a Giuliantonio.
Intanto gli Spennati, vista la buona occasione, si accordarono col viceré di Napoli per riprendersi Teramo, e marciarono sulla città il 17 novembre. Dopo aver preso e saccheggiato San Flaviano, con molte vite uccise per le pretese di potere di questi nobili, l'esercito arrivò in città guadando il fiume Vezzola. Stava per essere aperta Porta Sant'Antonio per fare entrare l'esercito, quando il magistrato impose tre clausole per la capitolazione della città: distruggere la Cittadella una volta presa Teramo, accordare indulti per ogni delitto, conferma dei privilegi concessi da Alfonso. Durante la presa della città, i Mazzaclocchi seppero salvarsi la vita grazie alla fellonia degli stessi, che trovarono rifugio nei conventi e nei cimiteri, mentre le loro donne fingevano di aver sofferto vari soprusi dal governo dell'Acquaviva, in modo da ottenere la clemenza di Ferrante verso i traditori. La Cittadella capitolò l'8 dicembre 1461, il Castellano fu costretto a sloggiare, e venne rimpiazzato da Matteo di Capua con uno nuovo, fedele a Ferrante. Nella descrizione del Palma doveva essere un robusto maschio, con una torre di controllo in cima, e gli alloggiamenti in basso per le truppe. All'epoca della sua compilazione della Storia ecclesiastica e civile (1832), esistevano ancora frammenti di mura presso Porta San Giorgio. Il torrione era ancora in piedi nel 1792, quando poi la deputazione decise l'abbattimento per migliorare l'ingresso al corso.

### La quarta guerra degli Spennati e Mazzaclocchi

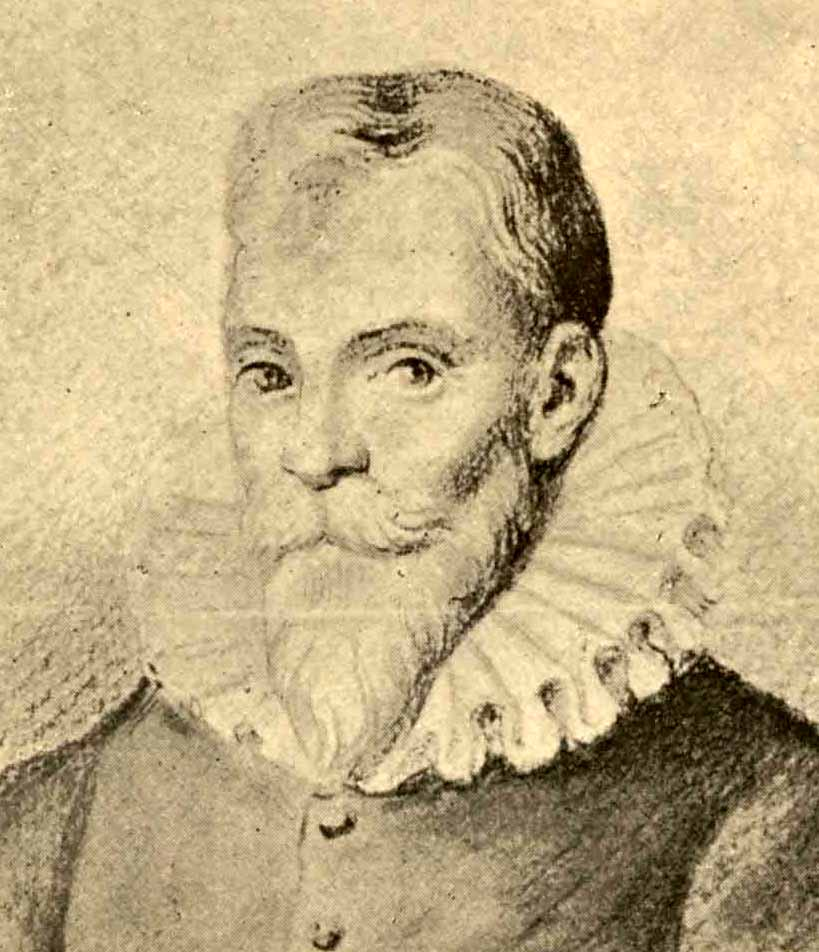
Lo storico teramano Muzio de Muzii

Nel 1482 con Ferrante impegnato a Ferrara a favore del cognato Ercole I d'Este, essendo ancora vivo Renato d'Angiò, scoppiarono nuovi tumulti tra angioini e aragonesi. I Mazzaclocchi, angioini, si scagliarono ancora una volta contro i nemici Spennati. A dostacolare i loro piano era il sindaco Cola di Rapino, di partito aragonese, garante della pace. Costui fu attirato in un casale e ucciso, successivamente gli Spennati, che speravano come sempre in un ritorno al potere degli Acquaviva, iniziarono a perseguire i Mazzaclocchi. Marco di Cappella, comandante del drappello di costoro, fu raggiunto e trucidato, caricato sopra un asino e gettato nella piana degli impiccati per alto tradimento. Dopodiché i vittoriosi entrarono a Teramo, abbandonandosi alla solita caccia all'uomo e al saccheggio. I Mazzaclocchi superstiti si appellarono alla giustizia regale, Ferrante accolse l'ambasciata nel 1485, molto contrariato per le secolari lotte intestine, che tuttavia decise con un documento speciale (una "patente") di preparare una vendetta esemplare contro gli assassini. 
Ai Teramani fu impedito di uscire dalle mura per qualsiasi ragione, pensa l'arresto, la distruzione delle case e la confisca dei beni, cosicché al terzo giorno mediante un giudice, i teramani si appellarono al regio commissario, cercando di spostare la punizione reale contro i Mazzaclocchi, che avevano ucciso il sindaco Cola di Rapino, scatenando l'ennesima lite tra le due fazioni, e facendo leva anche sul fatto che i Mazzaclocchi fossero stati sempre di partito angioino, e che avrebbero potuto da un momento all'altro venir meno al loro patto col, re alleandosi magari con l'Acquaviva per un nuovo colpo di potere a Teramo, proprio in vista della maggiore età del duca Andrea Matteo III, figlio di Giuliantonio.
Il commissario alla fine optò per una concordia generale, e indulti per i delitti commessi, al fine di non spargere altro sangue.
Con l'ascesa al trono di Carlo V come sovrano anche del Regno di Napoli, i Melatini e gli Antonelliani, gravati dalle perdite e da cattive condizioni economiche, continuano la loro dinastia alleandosi in matrimoni, perdendo lentamente il loro cognome, finché si estinsero nel XVII secolo.